# A4-es autópálya (Litvánia)
Az A4-es autópálya Vilniust köti össze Druskininkaival és a fehérorosz határral. A határtól az út Hrodnáig megy, mint a P42-es autópálya. Az autópálya hossza 134,46 km.
Litvánia autópályáin a megengedett legnagyobb sebesség 110 km/h, de ezen az autópályán a sebességlimit 90 km/h.